# Mordejai Eliyahu
El rabino Mordejai Tzemaj Eliyahu (en hebreo: מרדכי אליהו) nacido el 3 de marzo de 1929 en Jerusalén; fallecido el 7 de junio de 2010 en Jerusalén, Israel) fue un rabino ortodoxo israelí, un erudito, un posek y un cabalista judío, que ejerció el cargo de rabino mayor de Beerseba, y posteriormente fue el rabino mayor sefardí del estado de Israel. Rav Mordejai nació en la ciudad vieja de Jerusalén, en una familia de origen iraquí. Rav Mordejai fue una figura destacada del sionismo religioso.

## Historia
Después de la fundación del estado sionista de Israel, Rav Mordejai se convirtió en un miembro fundador del grupo Brit HaKanaim, un grupo que luchaba contra el estado secular. Rav Mordejai fue arrestado y encarcelado por las autoridades seculares israelíes. En 1960, se convirtió en miembro de un tribunal rabínico (Bet Din) en Beerseba, lo que lo convirtió en el juez más joven de Eretz Israel en ese momento, también sirvió como rabino mayor de Beerseba durante cuatro años, antes de convertirse en miembro del tribunal rabínico de Jerusalén hasta su muerte. Rav Mordejai fue el principal rabino sefardí del estado de Israel, entre los años 1983 y 1993. Más de 100.000 personas asistieron a su funeral celebrado en el Monte del Descanso, en Jerusalén. Su hijo Shmuel Eliyahu es un rabino ortodoxo como su padre Mordejai. Shmuel es el rabino mayor sefardí de Safed.
Condenó los Acuerdos de Oslo y el desmantelamiento de asentamientos israelíes en la Franja de Gaza.